# Lochnagar (Gelder Burn)
Lochnagar ist ein Süßwassersee in der schottischen Council Area Aberdeenshire. Er liegt in den Grampian Mountains etwa neun Kilometer südlich von Crathie und Balmoral Castle.

## Beschreibung
Der See liegt auf einer Höhe von 788 Metern über dem Meeresspiegel. Der Lochnagar weist eine maximale Länge von 0,51 Kilometern bei einer maximalen Breite von 0,35 Kilometern auf, woraus sich eine Fläche von 10 Hektar und ein Umfang von einem Kilometer ergeben. Der See besitzt ein Volumen von 831.529 Kilolitern. Sein Einzugsgebiet beträgt 109 Hektar und umfasst im Wesentlichen die Region südwestlich des Sees. Lochnagar besitzt eine durchschnittliche Tiefe von 8,4 Metern und eine maximale Tiefe von 26 Metern. Vom Nordufer fließt der Lochnagar Burn ab, der in den Gelder Burn mündet, der über den Dee in die Nordsee entwässert.
Der Name Lochnagar bedeutet „Kleiner See der Geräusche“. Der Name ist zurückzuführen auf die Lage des Sees vor der Nordwand des 1155 Metern hohen Berges Lochnagar, der ihn mit seinen Nebengipfeln halbrund umschließt und so einen Hallkörper bildet.
Die Ufer des Lochnagar sind unbesiedelt. Die nächstgelegene Ortschaft ist der 5,5 Kilometer östlich gelegene Weiler Spittal of Glenmuick.